# St. Peter und Paul (Werth)

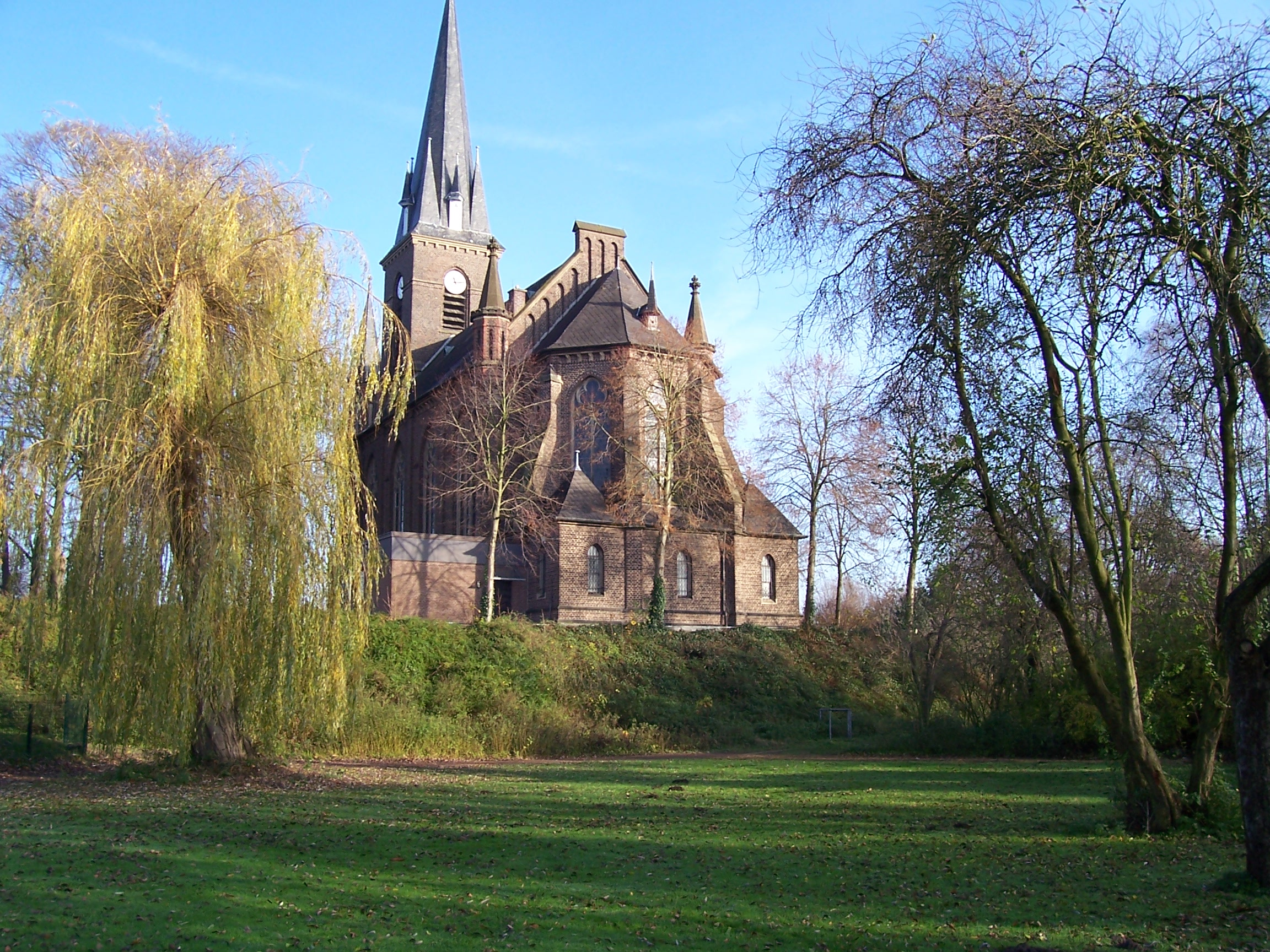
St. Peter und Paul in Werth

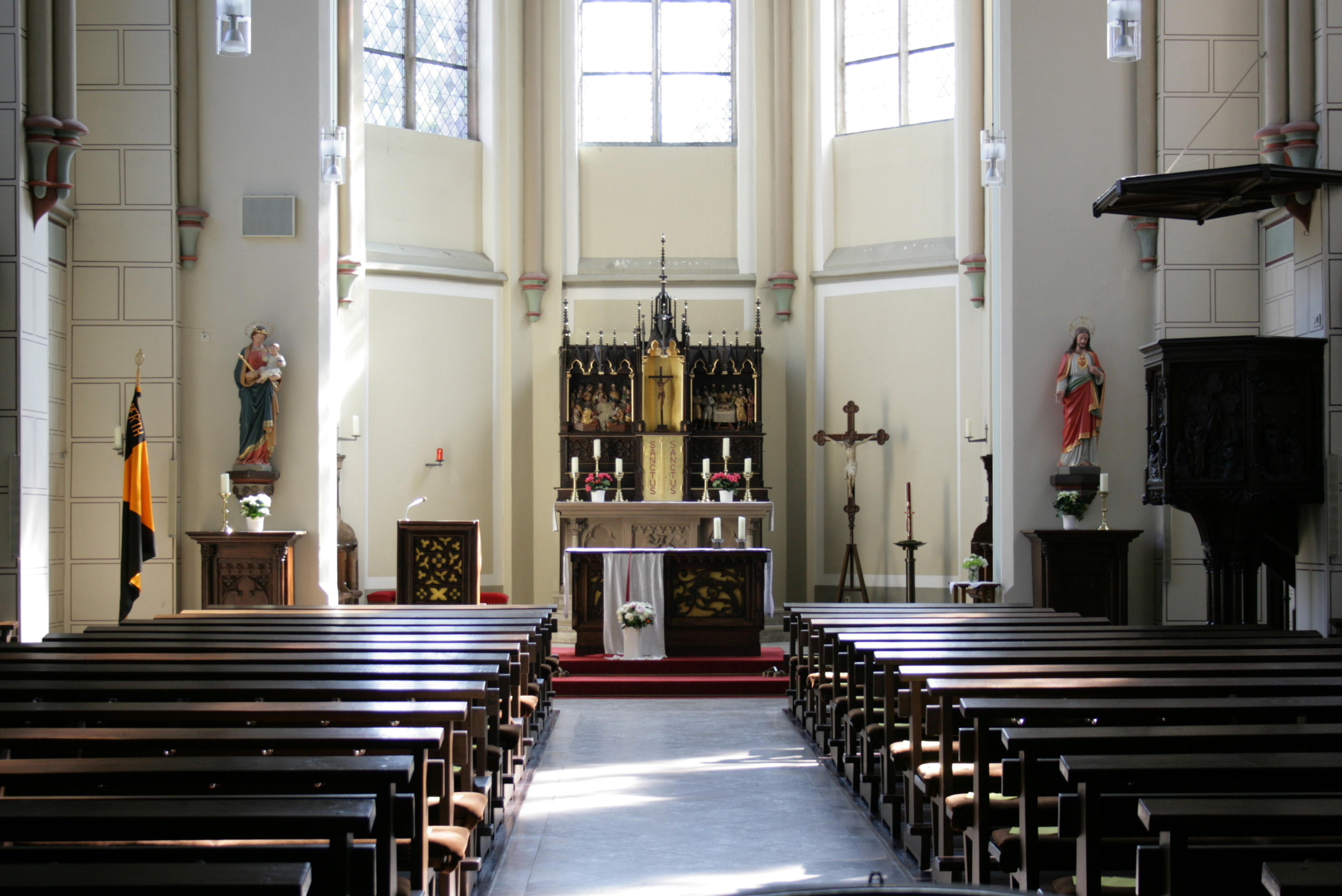
Innenraum

St. Peter und Paul ist die römisch-katholische Pfarrkirche von Werth, einem Ortsteil der Stadt Isselburg im nordrhein-westfälischen Kreis Borken.

## Geschichte
Die mit ihrer Stadtkirche seit 1567 dem reformierten Glauben angehörende Stadt Werth kam 1709 unter Fürstbischof Franz Arnold von Wolff-Metternich zur Gracht durch Kauf an das Hochstift Münster. Seit 1718 wurde die Seelsorge durch die Minoritenkirche in Bocholt ausgeübt, 1764 erfolgte die Umgestaltung eines Saales in der Burg Werth zur Kirche und zugleich die Abpfarrung von der Gemeinde St. Georg in Bocholt. Nach Überlassung des Bauwerks durch den Fürsten Florentin zu Salm-Salm 1832 und dem nachfolgenden Abbruch der verbliebenen mittelalterlichen Bauten wurde 1886 auf deren Grundmauern die nach Plänen des Münsteraner Diözesanbaumeisters Hilger Hertel die heutige Peter-und-Pauls-Kirche erbaut.
2014 erfolgte die Zusammenlegung von Werth mit St. Bartholomäus in Isselburg, St. Pankratius in Anholt  und der Rektoratsgemeinde Schüttenstein zur Gemeinde St. Franziskus Isselburg.

## Architektur
Die Werther Peter-und-Paul-Kirche wurde als einschiffige Wandpfeilerkirche mit nach innen gezogenen Strebepfeilern in neugotischen Formen errichtet. Die Kirche endet in einer polygonalen Apsis, die rechtwinklig von einer Sakristei umschlossen ist, der Chorgiebel wird von polygonalen Ecktürmchen flankiert. Im Westen ist dem Kirchenbau ein von oktogonalen Treppentürmen begleiteter Turmbau über quadratischem Grundriss vorgestellt, der mit einem achtseitigen Pyramidenhelm mit flankierenden Spitzhelmen bekrönt ist, der Eingang ist als Fensterportal gestaltet. Die kreuzrippengewölbte Kirchenraum hat weitgehend seine historistische Ausstattung bewahrt.

## Orgel
Die Kirche besitzt eine 1886 von Friedrich Fleiter in Münster in neugotischem Prospekt erbaute einmanualige Schleifladenorgel mit folgender Disposition:
| Manual C–f3 |                 |    |
| 1.          | Principal       | 8′ |
| 2.          | Salicional      | 8′ |
| 3.          | Hohlflöte       | 8′ |
| 4.          | Geigenprincipal | 4′ |
| 5.          | Flaut Dolce     | 4′ |
| 6.          | Waldflöte       | 2′ |

| Pedal C– |        |     |
| 7.       | Subbaß | 16′ |
| 8.       | Violon | 08′ |

- Koppeln: I/P